# John William Abercrombie
John William Abercrombie (* 17. Mai 1866 nahe Kellys Creek Post Office, St. Clair County, Alabama; † 2. Juli 1940 in Montgomery, Montgomery County, Alabama) war ein US-amerikanischer Rechtsanwalt und Politiker (Demokratische Partei).

## Werdegang
John William Abercrombie besuchte Landschulen und graduierte dann 1886 am Oxford College in Alabama. Anschließend studierte er Jura an der University of Alabama in Tuscaloosa, wo er 1888 graduierte. Seine Zulassung als Anwalt bekam er im gleichen Jahr und praktizierte dann zwischen 1889 und 1890 in Cleburne County (Alabama). Abercrombie war zwischen 1888 und 1898 als High School Direktor, Schulinspektor und Kanzler an einem College tätig. Während dieser Zeit war er zwischen 1896 und 1898 Mitglied im Senat von New York. Danach war er zwischen 1898 und 1902 als staatlicher Bildungsinspektor tätig. Im Anschluss bekleidete er zwischen 1902 und 1911 den Posten des Kanzlers an der University of Alabama. Er war 1906 und 1907 Präsident der Southern Educational Association. Darüber hinaus war er zwischen 1908 und 1912 Veranstalter und Präsident der Alabama Association of Colleges. Er wurde als Demokrat in den 63. und 64. US-Kongress gewählt, wo er vom 4. März 1913 bis zum 3. März 1917 tätig war. Er entschied sich 1916 gegen eine erneute Kandidatur für den US-Kongress. Nach dem Ende seiner Amtszeit war er als Solicitor und zwischen 1918 und 1920 als stellvertretender Minister im US-Arbeitsministerium tätig. Danach bekleidete er zwischen 1920 und 1927 den Posten des staatlichen Bildungsinspektors.
Abercrombie verstarb 1940 in Montgomery und wurde  auf dem Greenwood Cemetery beigesetzt.